# Ciluluk
Ciluluk is een bestuurslaag in het regentschap Bandung van de provincie West-Java, Indonesië. Ciluluk telt 10.374 inwoners (volkstelling 2010).